# ナイト・サン
ナイト・サン（Night Sun）は、ブルーノ・シャーブ（ボーカル、ベース）、ヴァルター・キルヒゲスナー（ギター）、クヌート・ロスラー（オルガン、サクソフォーン）、ウルリッヒ・シュタウト（ドラム）からなるドイツのハードロック/ヘヴィメタル・バンド。
彼らの唯一のアルバム『モーニン』は、1972年にポリドール傘下のゼブラ (Zebra)・レーベルからリリースされた。キルヒゲスナーの作曲とギターの弾き方はディープ・パープルのリッチー・ブラックモアを想起させ、シャーブのボーカルはレッド・ツェッペリンのロバート・プラントの叫びを思い出させた。このグループは、リードギター、オルガン、ベース、ドラムの「ヘヴィ・プログレッシブ」な楽器編成を特徴とし、初期のメタルやハードロックを演奏した。このアルバムは、ハンブルクのウィンドローズ・スタジオでコニー・プランク（彼のプロデュースとクレジットされた作品にはクラフトワークの初期作品やアシュ・ラ・テンペルが含まれている）によってプロデュースされた。
リズム構造の突然の変化、ギターとオルガンのリフ・スタイル、いくつかのスタジオ・エフェクト、特徴的な位相によって、ナイト・サンは一般的なブギーやロックンロールの罠にはまることはなかった。
彼らのサウンドは、多くの要素から構成されており、そのすべてがスラッシュ、ストーナー、ドゥーム、パワー、プログレッシブ・メタル、そして1970年代ルーツの音楽を好むファンにとって興味深いものとなるだろう。

## 略歴
ナイト・サンの起源は、1960年代後半、ドイツのライン＝ネッカー地域で人気を博したジャズ・バンド「Take Five」にある。
「ナイト・サン・モーニン (Night Sun Mournin')」という名前をすぐ「ナイト・サン」に短縮し、1972年にLP『モーニン』をレコーディングするまでの間にさまざまなラインナップの変更を経験した。
ナイト・サンは、地元では中程度の成功しか収められず、1972年にキルヒゲスナーが脱退した後、1973年に解散した。
グループ解散後、ブルーノ・シャーブはグル・グルに短期間参加し、「The Story of Life」という曲における彼の貢献は注目に値するものだった。
ヴァルター・キルヒゲスナーは後に、さまざまな交響楽団や弦楽四重奏団でクラシック音楽（チェロ）の演奏に転向した。

## ディスコグラフィ

### スタジオ・アルバム
- 『モーニン』 - Mournin'  (1972年、Zebra) ※1997年にSecond BattleからCD再発